# Marian-Adrian Motoc
Marian-Adrian Motoc (n. 3 martie 1953) este un fost deputat român în legislatura 2000-2004, ales în județul Constanța pe listele partidului PSD. Marian-Adrian Motoc l-a înlocuit de deputatul Petre Chirobocea, după demisionarea acestuia ca deputat pe data de 5 februarie 2001. În cadrul activității sale parlamentare, Marian-Adrian Motoc a fost membru în grupurile parlamentare de prietenie cu Republica Cuba și Republica Lituania.  

## Legături externe
- Marian-Adrian Motoc[nefuncțională – arhivă]
 la cdep.ro